# Copa de Campeones de América 1961
La Copa de Campeones de América 1961 fu la seconda edizione della massima manifestazione sudamericana calcistica per club. Il Peñarol vinse la sua seconda Coppa sconfiggendo in finale il Palmeiras.

## Primo turno
| Data                             | Città     | Squadra di casa        | Risultato | Squadra ospite         |
| -------------------------------- | --------- | ---------------------- | --------- | ---------------------- |
| 2 aprile                         | Bogotà    | Independiente Santa Fe | 3 - 0     | Barcelona              |
| 9 aprile                         | Guayaquil | Barcelona              | 2 - 2     | Independiente Santa Fe |
| Independiente Santa Fe vince 5-2 |           |                        |           |                        |

## Quarti di finale
| Data              | Città    | Squadra di casa | Risultato | Squadra ospite |
| ----------------- | -------- | --------------- | --------- | -------------- |
| 9 aprile          | Santiago | Colo-Colo       | 2 - 5     | Olimpia        |
| 16 aprile         | Asunción | Olimpia         | 1 - 2     | Colo-Colo      |
| Olimpia vince 6-4 |          |                 |           |                |

| Data              | Città      | Squadra in casa | Risultato | Squadra ospite |
| ----------------- | ---------- | --------------- | --------- | -------------- |
| 19 aprile         | Montevideo | Peñarol         | 5 - 0     | Universitario  |
| 14 maggio         | Lima       | Universitario   | 2 - 0     | Peñarol        |
| Peñarol vince 5-2 |            |                 |           |                |

| Data                | Città      | Squadra di casa | Risultato | Squadra ospite |
| ------------------- | ---------- | --------------- | --------- | -------------- |
| 4 maggio            | Avellaneda | Independiente   | 0 - 2     | Palmeiras      |
| 11 maggio           | San Paolo  | Palmeiras       | 1 - 0     | Independiente  |
| Palmeiras vince 3-0 |            |                 |           |                |

| Data                                              | Città      | Squadra in casa        | Risultato | Squadra ospite         |
| ------------------------------------------------- | ---------- | ---------------------- | --------- | ---------------------- |
| 30 aprile                                         | Cochabamba | Club Jorge Wilstermann | 3 - 2     | Independiente Santa Fe |
| 7 maggio                                          | Bogotà     | Independiente Santa Fe | 1 - 0     | Club Jorge Wilstermann |
| Independiente Santa Fe si qualifica per sorteggio |            |                        |           |                        |

## Semifinali
| Data                | Città     | Squadra in casa        | Risultato | Squadra ospite         |
| ------------------- | --------- | ---------------------- | --------- | ---------------------- |
| 21 maggio           | Bogotà    | Independiente Santa Fe | 2 - 2     | Palmeiras              |
| 28 maggio           | San Paolo | Palmeiras              | 4 - 1     | Independiente Santa Fe |
| Palmeiras vince 6-3 |           |                        |           |                        |

| Data              | Città      | Squadra in casa | Risultato | Squadra ospite |
| ----------------- | ---------- | --------------- | --------- | -------------- |
| 21 maggio         | Montevideo | Peñarol         | 3 - 1     | Olimpia        |
| 27 maggio         | Asunción   | Olimpia         | 1 - 2     | Peñarol        |
| Peñarol vince 5-2 |            |                 |           |                |

## Finale
| Data              | Città      | Squadra in casa | Risultato | Squadra ospite |
| ----------------- | ---------- | --------------- | --------- | -------------- |
| 4 giugno          | Montevideo | Peñarol         | 1 - 0     | Palmeiras      |
| 11 giugno         | San Paolo  | Palmeiras       | 1 - 1     | Peñarol        |
| Peñarol vince 2-1 |            |                 |           |                |

| Campione Peñarol  |
| Seconda Palmeiras |